# ليزلي سي. كلينك
ليزلي سي. كلينك هو سياسي أمريكي، ولد في 11 أغسطس 1926 في Littleport, Iowa ‏ في الولايات المتحدة، وتوفي في 22 يونيو 2018. نشط حزبياً في الحزب الجمهوري. وقد انتخب عضو مجلس ولاية آيوا ‏.